# 围棋
围棋是一種策略棋類，使用格狀棋盤及黑白二色棋子進行對弈。起源于中国，中國古时有“弈”、“碁”、“手谈”等多种称谓，屬琴棋书画四艺。西方稱之為“Go”，是源自日語「碁」的发音。
相傳圍棋由堯帝發明，他的兒子丹朱驕傲自滿，暴躁任性，因此堯帝便發明圍棋來陶冶兒子的心性。
圍棋有黑白兩種棋子，規定由執黑色棋子的先行，对弈双方在十九乘十九條線的棋盘网格上的交叉点交替放置黑色及白色的棋子。落子完毕后，不能悔棋。对弈過程中圍地吃子，以所圍「地」的大小決定勝負。
围棋规则简洁而优雅，但玩法卻千變萬化，欲精通其內涵需要大量的練習與鑽研。国际象棋大师伊曼紐·拉斯克称赞说：“若宇宙中另存其他智能生命形式，其幾乎必會围棋。”与此同时，围棋被认为是目前世界上最复杂的棋盤游戏之一。n乘n棋盤上的圍棋判定殘局勝負的複雜度已於1978年被Robertson與Munro證明為PSPACE-hard。
截至2008年年中，全世界有超过四千万玩家，其中绝大多数在东亚。截至2020年底，国际围棋联盟共拥有77个成员国和5个协会会员。

## 历史

### 起源于中国

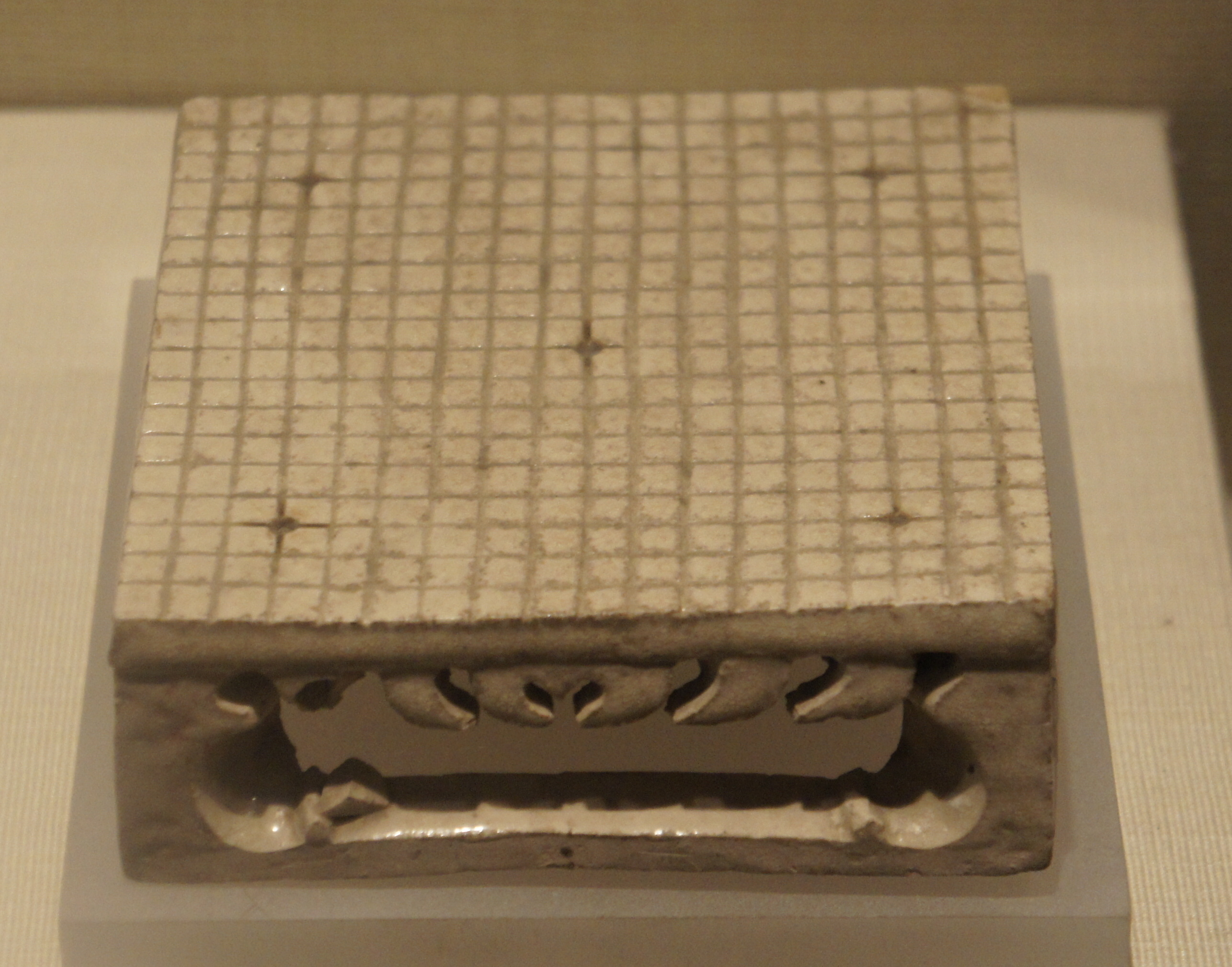
隋代张盛墓出土的围棋盘模型，该围棋盘盘面纵横19道，共361个交叉点，表明隋朝初期或更早，19道围棋盘就已经出现并沿用至今

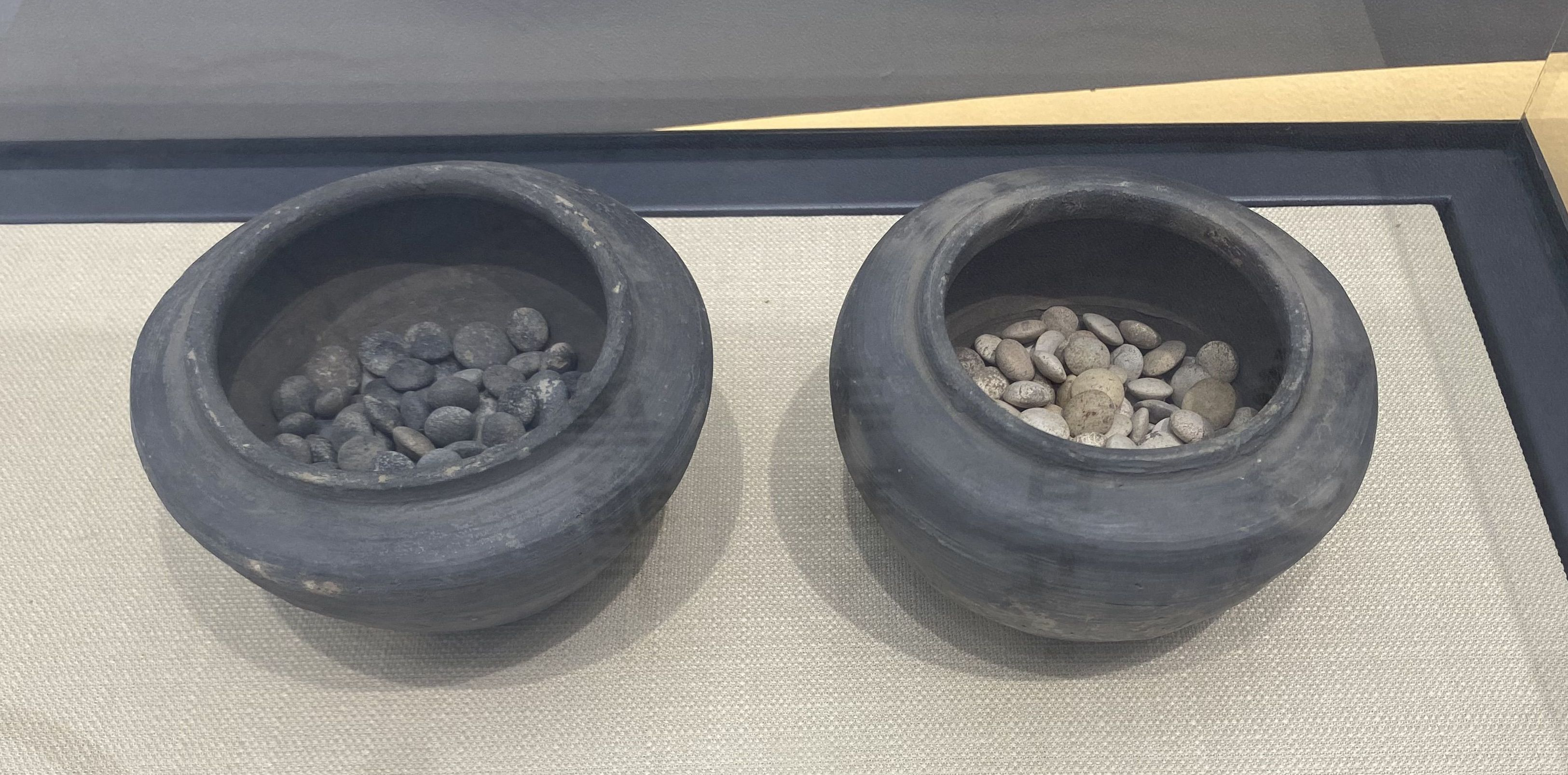
唐代围棋子

围棋起源于中国，是世界上最古老的棋类运动之一。推测起源时间为大约公元前23世纪。传说尧的儿子丹朱顽劣，尧发明围棋以教育丹朱，陶冶其性情。目前围棋的最早可靠记载见于春秋时期的《左传》，战国时期的弈秋是见于史籍的第一位棋手，最早的围棋文物也可以追溯到这一時期。汉朝时棋盘为17路，三国时期出现了评定棋手水準的围棋九品制。南北朝时候，棋盘定型为现在的19路棋盘，傳入朝鮮半島。围棋逐渐成为中国知识阶层修身养性的一项必修课目，为“琴棋书画”文人四艺之一。
中國古代對圍棋尚有“弈”、“碁”、“手谈”、“坐隱”、“爛柯”、“方圓”、“黑白”、“烏鷺”、“大棋”、“木野狐”等雅稱，下圍棋又稱對弈、博弈、奕棋。弈局指棋局，弈枰、弈楸、楸枰、河洛指棋盤，奕具泛指棋盤、棋子等棋具，弈譜、弈選、吳圖指棋譜；觀弈指看棋；弈林指圍棋圈。其中“碁”為棋之異體字，在古籍中專指圍棋，如《隋書‧經籍志》所載棋譜目錄，均作碁。
古代圍棋並未发现完整明文的規則，但规则在逻辑关系上极其简单，成書於北周的《敦煌棋经》中略有所述。中國古代唐宋使用数路法，日本比目法即由此改变来，所不同者，唐宋规则要扣除眼位，而日本规则不扣除眼位。明朝以後，改为子空合并计算，不需保留死子，扣除眼位的过程以还棋头实现，所以明清时期的圍棋規則被稱為數子法。当代中国围棋规则承继明清规则，仍称为数子法。不过，此数子法非彼数子法：從南北朝的《敦煌棋经》到唐、宋、元、明、清，中国古棋一脉相承，为纯粹的数“子”法；而民国以来的中国数子法实为「子空皆地」的规则。
圍棋最遲在唐朝初期傳到了西藏，相傳松贊干布的大臣瓊波·邦色是一位圍棋高手。後來圍棋由藏族人改為西藏圍棋。
唐朝出现了棋待诏官职。著名棋手王积薪作“围棋十诀”大多在现代围棋中依旧适用。北宋沈括《梦溪笔谈》中有“四人分曹围棋”即四人围棋的记载。明朝王世贞寫了一篇《弈問》，回答圍棋的種種疑問。
清朝初年，中国古代围棋发展達到前所未有的高峰。大批著名棋手涌现，留下大量名局棋谱，如黃龍士与徐星友的“血泪篇”，施襄夏与范西屏的“当湖十局”。同时，围棋理论的研究亦达到一个高峰，代表作有徐星友的《兼山堂弈谱》、范西屏的《桃花泉弈譜》和施襄夏的《弈理指归》等。另外，《官子譜》等圍棋高級技巧專書也在此時期集結完成，可謂是棋之黃金盛世。但随后，中国围棋渐渐衰微，至20世纪上半叶竞技水準被日本超越。

### 傳入日本

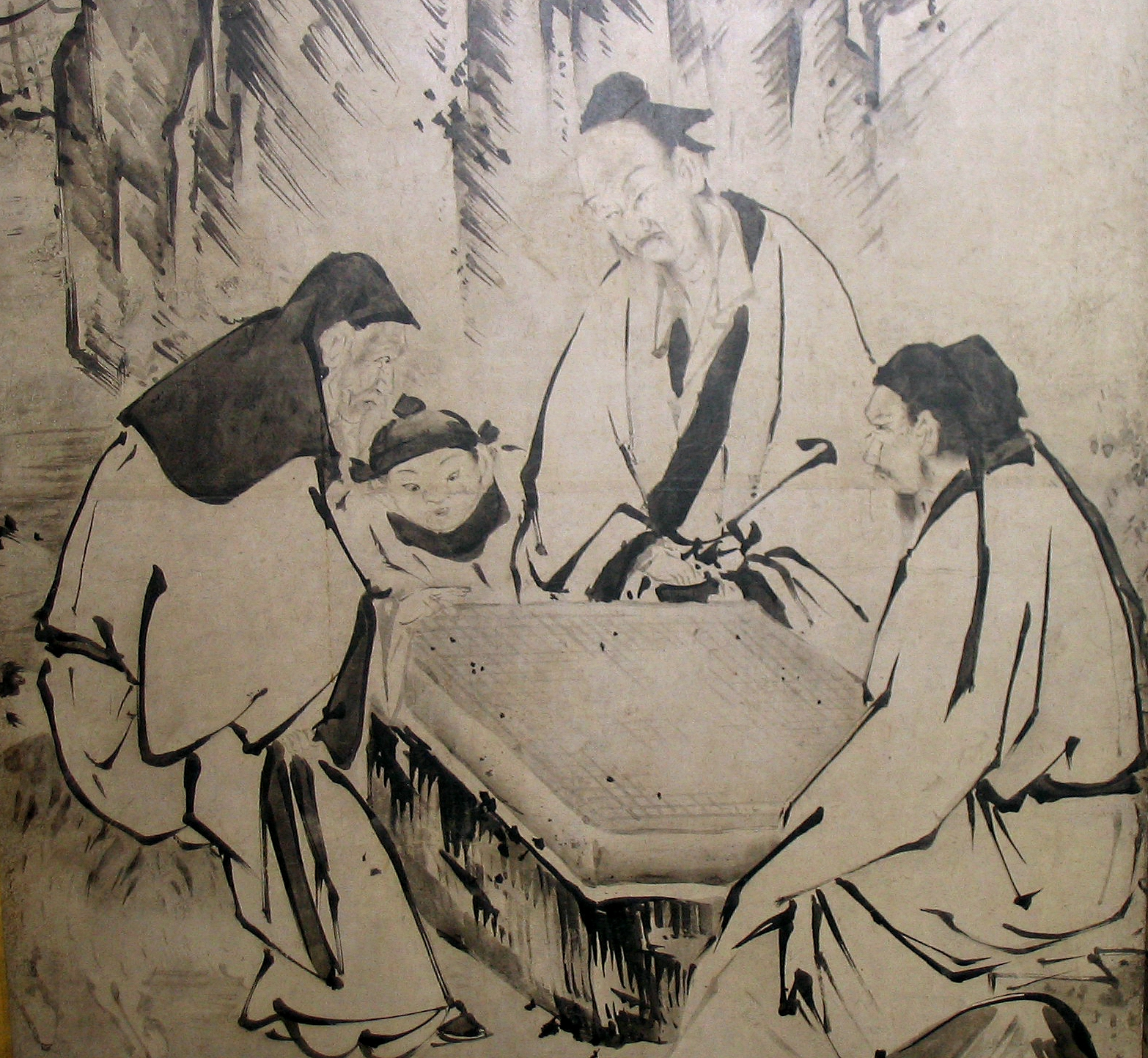
日本畫家狩野永德所繪之下棋圖

围棋在公元7世纪传入日本，很快就流行于宫廷和貴族之中。戰國末期，權臣丰臣秀吉设立碁所。德川幕府时代，出现了在天皇或征夷大将军面前对弈的“御城棋”，日本围棋逐渐兴盛，出现了本因坊、安井、井上、林等围棋世家。其中坊门尤其人才辈出，先后出现了道策、丈和、秀和、秀策、秀甫、秀荣等杰出棋士。日本围棋由于废除了中国古代围棋的座子制（中国古代围棋是放四个座子，就是两黑两白放在对角星的位置上，双方在这个基础上开始布局），布局理论得以极大发展。
同时由于日本棋手对唐代围棋数路法的胜负判定规则（以围地多少还是活子多少为目的——或者是否以其它目的行棋，还可继续考证）产生了直观上的误解，从而产生对唐宋数路法扣除眼位和公气、明清数子法终局还棋头（其本质是子多为胜、眼位不计的胜负计算方法）的疑惑，将其废除，从而产生了与中国古棋大为不同的地多为胜的日式围棋，并演变为现代围棋。

### 现代
明治维新以后，棋手失去幕府支持，开始谋求新的谋生手段，导致新闻棋战和现代段位制的出现，并创立全国性的日本棋院。昭和时代，吳清源和木谷实共同掀起“新布局”的潮流，开始现代围棋的时代。其后日本棋界一流棋手辈出，如坂田荣男、藤泽秀行、高川格，及后来的大竹英雄、石田芳夫、武宫正树、小林光一等。
自晚清、民國以來，除了吳清源, 中国专业围棋水準相当低。从1960年开始，每年举办中日围棋友谊赛。其中，1961年第二届来华访问的日本围棋代表团中的55岁伊藤友惠五段（女性）横扫中国当时顶尖棋手，八轮全胜。1964年改称中日围棋对抗赛，一直举办到1992年。1984年，第一届中日围棋擂台赛开幕。中國人聂卫平在前四届擂台赛中取得11连胜，极大地推动中国围棋的普及。
1982年，中国恢复实行段位制。1988年4月16日中国国家体委发布《围棋国家段位标准》《围棋国家段位标准实施细则》和《围棋地方段位制》。
1989年，韩国人曹薰铉在第一届应氏杯世界围棋锦标赛中夺冠，同样引发韩国围棋的热潮。此后，大量世界棋战出现。在这些棋战中，韓國李昌鎬从众多棋手中脱颖而出，成为当时棋界第一人。2006年后，李昌鎬的状态有所下滑，李世乭、古力等新锐势力开始对其发起冲击。此后数年为古力、李世石双雄争霸的年代。
日本第一人是連續奪得眾多頭銜的井山裕太，成為日本第一個同時擁有七冠頭銜的棋士，但日本已經難以和中韓抗衡，在國際賽上幾乎都是黯淡收場。
2010年代，中國眾多棋手崛起，江維杰、范廷鈺、時越、羋昱廷、陳耀燁、周睿羊、檀嘯等年輕棋士接連贏得世界比賽冠軍。2015年，柯洁崛起，一時風頭無兩，但其光芒迅速因AlphaGo于2016年的横空出世而变得黯淡。
2018年，柯洁重整旗鼓，在三星杯與百靈杯皆取得冠軍，成為中國圍棋第一人。2019年，中國隊主將柯洁終結韓國隊主將朴廷桓帶領中國隊拿下農心杯世界冠軍榮耀。
2020年11月3日，在第25屆三星杯三番棋決賽中，柯洁執黑以半目優勢战胜韓國棋手申真諝，从而以2-0的比分奪冠，成為中國圍棋史上最年輕的八冠王。
目前职业围棋水準最高的国家是中国和韩国。韓國雖然仍有少數頂尖高手支撐，但厚度不如中國。

### 围棋全球化
围棋于19世纪晚期开始成规模的传入欧洲。在此进程中的第一大站是德国。
日本为围棋在全世界的推广用力最早、最多，以致西文中的围棋术语多来自日语。1980年代以降，中国、韩国也大力参与推广围棋。
1996年，美國宇航员丹巴利（Daniel T. Barry）博士與日本宇航员若田光一博士在奮進號太空梭上進行首次太空圍棋對弈，他們使用一套特別設計的太空圍棋棋具，由Wai-Cheung Willson Chow所造。兩位對弈宇航员因此得到日本棋院授予的榮譽段位。
圍棋運動现已遍佈世界各地，唯日本、韓國、中国大陆與台灣最為興盛；西方國家已漸熱；東南亞正在發展中。

## 棋具
- 棋盘：围棋盘由19条横线19条竖线组成，棋子要下在线的交叉点上，方格中不能放入棋子。为了便于识别棋子的位置，棋盘上划了九个点，术语称做“星”，中央的星点又称为“天元”；下讓子棋时所让之子要放在星上。棋盘可分为“角”、“边”以及“中腹”。而現今的棋盤則有19×19、13×13、9×9，較為普遍，另外還有一些是較罕見的15×15、17×17。
- 棋子：围棋子分为黑白两色。棋子的数量应能确保顺利终局，中国规则和应氏规则要求正式比赛中黑、白各180子。[30][31]棋子呈圆形。中国一般使用一面平、一面凸的棋子，日本则常用两面凸的棋子。中国云南所产的“云子”为历来的弈者所青睐，迄今已有五百餘年的历史。较为珍贵的棋子材料有贝壳、玛瑙等。
- 棋鐘：正式的比赛中可以使用棋鐘限制选手时间。非正式的对局中一般不使用棋鐘。

|  |  |

## 规则

### 基本规则

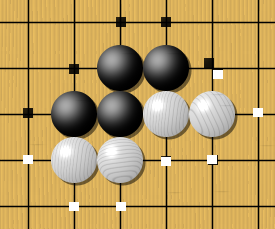
黑棋、白棋和它们的气。其中黑有5气，两块白棋各有4气

下棋时，对弈双方各执一种颜色的棋子，黑先白后，轮流将一枚棋子放置于交叉点上。与棋子直线相连的空白交叉点叫做气。当这些气都被对方棋子占据后，该棋子就没有了“气”，要被从棋盘上提掉。如果棋子的相邻（仅上下左右）直线交叉点上有了同色的棋子，则这两个棋子被叫做相连的。任意多个棋子可以以此方式联成一体，连成一体的棋子的气的数目是所有组成这块棋的单个棋子气数之和。如果这些气都被异色棋子占领，这块棋子就要被一起提掉。

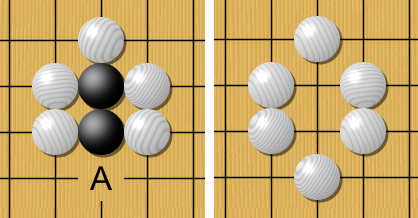
白下A位提掉黑子

在任何情况下，均禁止棋手向棋盘连下两子，否则将立刻判负。因此较文雅的中盘认输方法——投子，即是向棋盘摆下两枚棋子。

### 打劫规则
|  |  |  |  |  |
|  |  |  |  |  |
|  |  |  |  |  |
|  |  |  |  |  |
|  |  |  |  |  |

劫是围棋中较特殊的一种情况。举例来说，当黑方某一手提掉对方一子，而这一个黑子恰好处于白方虎口之内，这时白方不能立即提掉这一黑子，而必须在棋盘其他地方着一手（称为“找劫材”），使黑方不得不应一手（称为“应劫”），然后白才能够提掉这个黑子。故高手下棋常常會保留一些先手作為劫材，一旦形成打劫，劫材多的一方打勝的可能性較大。
劫依其重要性分為天下劫、死活劫、官子劫等。天下劫表示整盤棋最重要的一個劫，意即不管選擇任何劫材威脅，對手都很可能直接消劫並得到巨大的利益，例如黑白各50子的大龍形成攻殺，這時劫材很可能不被理會。

### 禁止自殺規則
下子時，除非能令對方某些子失去所有的氣，否則不得下子令自己某些子失去所有氣，這亦被稱為「禁止自殺規則」。應氏規則、紐西蘭規則及Tromp-Taylor規則對此略有不同。

### 胜负计算方法
圍棋流傳多地，各有變化，演變出不同的規則。目前世界上使用较多的有中国规则、日韩规则和应氏规则。其本质皆以围地为目的行棋，由于对‘地’这一概念三者存在逻辑上互相平行的不同说明，一直有分歧。经过改进对“地”的定义说明，去除人为硬性规定，现在三种规则的实践中差异很小，只在极端情形下，才会有胜、平、负的差别。
日韩规则中，棋子所围成的空白交叉点叫做目，最终以目多的一方为胜方，所以日本的圍棋規則稱為比目法。对局时需保留死子，终局后双方将盘上死子及提掉的死子填入对方实空中，再计算双方实空。黑棋贴给白棋6目半（差不多等於3又3/4子和8點）。如果白棋实空加上贴目后多于黑方则白胜，否则黑胜。
计算胜负时，中国规则与日韩规则有所不同。按照中国规则（數子法），一盘棋结束后，依玩家們的認定將棋盘上的某些棋子拿掉，作為死子，如果双方对是否死子产生争议，通过实战解决。之后，如果黑棋活的棋子加上包圍的交叉點达到185（黑棋由于先行优势须贴给白棋3又3/4子，差不多等於7目半和8点）则黑胜，少于此数目则白胜。。
而应氏规则是，数各方占据的交叉点的数目，称作“计点”。其中黑棋贴8点（差不多等於7目半和3又3/4子），占点多的一方胜，和棋黑勝。除去比赛组织和棋士组织的一些规定外，就规则的核心部分而言，应氏规则与中国规则并无明显区别。
比目法和數子法在大多數情況下結果相同，但也有少數例外：比如雙活時，比目法不計地。數子法不必保存好提子，但是必須把所有單官（沒有目數差異的官子）填滿，而且若黑下到整盤棋的最後一個單官，則會多一子（比白子多下一手）。

### 无胜负与和棋
在不贴目的时期，因为没有所谓“贴目”，时有和棋；自從加入了半目的貼目（或四分之三子）後，計算目數時便不會和局。但是仍然有一種情況會无法分出胜负，无法终局，即所谓无胜负，包括循環劫（三劫循環，四劫循環等）长生、双提二子。当黑白一方如果捨棄循环劫則會輸时，雙方不能停止提劫，便无法终局（无胜负）。现代較著名无胜负的棋局有古力和李世石在第17届三星财产杯F组胜者组次轮下出一盘四劫循環无胜负。但亦有某些規則不允許全局同型再現（如应氏规则），也就是棋盤不能和這盤棋以前的狀態一模一樣，從而限制无胜负的出现。
其实中国规则一直原则上规定不允许同形再现，但只是为了解决某些常见的“病态”棋形如“假生”、“盘角曲四”等而设，遇到三劫循环、长生等情况仍然按习惯法判无胜负。

## 棋局进程
围棋对弈进程，分布局、中盘、收官三个阶段。而阶段之间并没有明显的界线。

### 布局
在布局阶段，对局双方各自抢占棋盘上的空地，同时尽量阻止对方占地，由此导入中盘战斗。此时落子尚少，盘面尚大，无法作精确的计算，因而考验的是棋手的大局观和棋感。
以圍空效率而言，角上最高，中腹最差。一局棋往往以佔角開始，繼之以守角和掛角（阻止對方守角）形成角上的攻防，然後是拆邊和分投（阻止對方拆邊），即所謂「佔大場」。佈局時行棋以三四線為主。其中经过人们长久以来的经验累积，而形成的在某些情况下双方都会依循的固定下法被称为定式。

### 中盤
中盤阶段时，双方为围地而作战，局面瞬息万变。中盘战术是对棋手攻守、死活、大局观等多方面的考验。
一个围棋边角上对战的实例（黑棋差一步，被白棋杀死）：

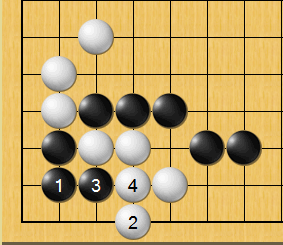
1
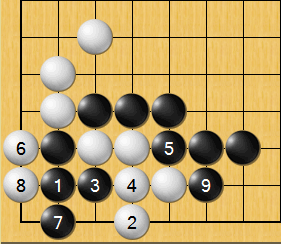
2
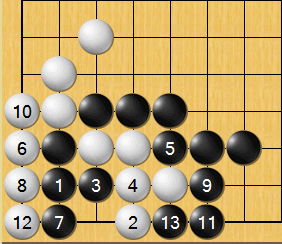
3
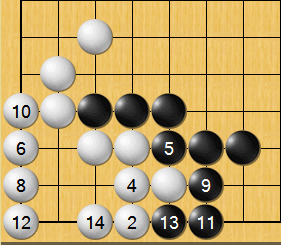
4

### 收官
收官指双方经过中盘战斗，地盘及死活已经大致确定之后，确立竞逐边界的阶段。此时要根据精密的计算，以正确的顺序收官，否则会遭受目数的损失。

## 打掛與封手
在過去的日本，暫停棋局改天再下，稱為打掛。是棋力較高或是尊長持白棋者的權力。
古代的围棋，沒有团体讨论的传统。對弈之中，棋中不語，對弈者和旁觀者不會做討論。但是一盤棋如果中途暫停，改日再下，在休戰的期間，難以限制棋手不和他人討論。1933年，吴清源对本因坊秀哉的對局，秀哉利用白棋的特权频频打挂，每次打挂后就召集坊门弟子集体讨论。决定胜负的一手（第160手），据瀨越憲作于1948年座談會的“不能發表”之言，是秀哉的弟子前田陈尔发现的（但前田拒不承認）。因此这一盘棋，实际上是本因坊团队与吴清源一人的较量。这局棋持续时间长达四个月，最后吴清源二目败。
後世普遍認為打掛並不公平，白棋棋手想不出應對可以宣告打掛回家思考，黑棋棋手卻不行。因此日本後來發明封手制度，黑白雙方都有機會宣告打掛，同時提出打掛一方應把要下的下一手棋寫下來密封，交給棋証保管，稱為封手。改日再戰時，把信封打開確認正確性之後，繼續對局。1938年秀哉的“名人引退棋”，對手木谷實就強烈要求使用封手制，并最終得以實現。

## 聯棋及团队围棋
圍棋一般規則為一對一進行對弈。一对多或多對多的對弈，叫做聯棋或团队围棋。
联棋棋局進行中，隊友之間不會進行討論。常见的赛制是四人联棋，例如甲、乙兩人一隊持黑，丙、丁兩人一隊持白，則下棋的順序是甲下黑子，丙下白子，乙下黑子，丁下白子，如此周而復始。宋代学者沈括即谈到过这种比赛形式。2003年，韓國舉辦過一项名为“韩国四大天王联棋对抗赛”的活动，由曹薰铉、李昌镐師徒执白对阵李世石、刘昌赫。世界智力运动会等多个综合性智力运动会的围棋混双赛项目亦皆为四人联棋。另外，2015年开始举办的城市围棋联赛的赛制是将一盘棋按手数分为数个阶段，双方在每个阶段派不同的队员上场，并有换人名额，称为「接力赛」，同样是一种联棋。一对多的联棋则经常出现在棋界的纪念仪式中，如吴清源1984年引退时即举行了吴对众棋士的联棋，由吴的师兄桥本宇太郎开局，桥本第一手打在天元。
允许团队内部讨论的团队围棋比赛也出现过。1933年吴清源与秀哉名人的对局，执白的秀哉利用上手特权，多次宣布打挂，然后召集门人弟子集体讨论的做法，即可视作一种团队围棋。大约同一时期，以木谷实、吴清源为一方，铃木为次郎、濑越宪作为另一方（铃木、濑越分别是木谷、吴的师傅）曾下过名为相谈棋的比赛。中国国家围棋队内部一直有“加压棋”的传统，即一对多的训练棋，以此来对即将参加重要比赛的那个人进行强化训练。2013年开始、举办过两届的“珠钢杯”世界围棋团体赛的决赛为3对3的相谈棋赛。2017年中国乌镇围棋峰会中也举行过一对多的团队围棋赛，由AlphaGo对阵中国五名顶尖（人类）棋手。此外，互联网上也有提供团队围棋对弈的平台。

## 棋盘坐标系

### 中国古代四隅旋分记谱法
《忘忧清乐集》中的“图法”一节提到：
|  | 夫棋盘有三百六十一路，以分‘平、上、去、入’四字，各管一角，计九十路。棋盘以左手尊而为平。以角顺行，起一为首，顺行至十逆之，止九。若言‘六三’，先顺数六，而后逆数三；或言‘三六’，先顺数三，而后逆数六是也。 |

《弈理指归》亦有介绍：
|  | 局分四隅，谱寓四声，平上去入，落子数数，先纵后横，纵十横九，平去同程，反横为纵，上入推行，纵路为左，横路为右，四角旋分，挨数无谬。 |

即从左下角起顺时针将四角标记为平、上、去、入。先确定左角尖为“平一一”，横行向右得“平一二……平一九”，竖行向上得“平二一……平十一”。其余三角，依此类推，如“上”，则竖行向下顺数至“上一九”，再向右横数至“上十一”之；“去”，先从右上角向左横数至“去一九”，再向下竖数至“去十一”；“入”，则向上竖数至“入一九”，再横向左数至“入十一”。定点法是“平”先竖数，后横数，如“平六三”则是“平六一”与“平一三”的交点；“上”先横数，后竖数，如“上三七”在“上星位”的左下方；“去”先竖数，后横数，如“去八三”在“去星位”的右下方；“入”先横数，后竖数，如“入九三”就在“入星位”的左下方。这样，每个枰点，即所谓交叉点，都有且只有一个代码了。

### 横坐标为英文字母，纵坐标为阿拉伯数字的坐标系
棋盘的上方和下方用英文的前19个字母自左至右顺次标记它的19条纵线段，在棋盘的左边和右边用阿拉伯文的前19个自然数自下至上顺次标记它的19条横线段。按照笛卡儿坐标系原理，建立起坐標系，与国际象棋所使用的坐标系相似。
字母和数字的有序排列就是枰点的坐标（英文字母为横坐标（x 軸），阿拉伯数字为纵坐标（y 軸））。棋盘上的每一个枰点都可用它的坐标（x, y）来表示。例如：J10 表示天元，P16 表示右上的星位，D4 表示左下的星位。
如下所示:
| J10 | P16 | D4 |

### 靶式坐标法
即将棋盘分为 A、B、C、D 四个区域，这样，便可只使用 0、1、2、3、4、5、6、7、8、9 十个阿拉伯数字来标记棋盘上的每一个枰点，使得记谱简便。
例如，右上星位的坐标为 A（4，4），右上三三的坐标为 A（3，3）；左下星位的坐标为 C（4，4），左下三三的坐标为 C（3，3）；上面边上星位的坐标是上（0，4），左面边上星位的坐标是左（4，0）；天元的坐标为（0，0）。
（按笛卡尔直角坐标法，枰点坐标为有序数对，先横（x）后纵（y）：（x，y）。）

### 横坐标和纵坐标都使用英文字母的坐标系
即棋盘的上方和下方用英文的前 19 个字母自左至右顺次标记它的 19 条纵线段，在棋盘的左边和右边用英文的前 19 个字母自下至上顺次标记它的 19 条横线段。
其好处是：k、l、m、n、o、p、q、r、s 与 11、12、13、14、15、16、17、18、19 相比，读或写都更简单。
有一些系统在使用字母标记时，越过字母「I」或者「J」（例如 IGS 是越过 I）。 其理由据说是怕引起混淆，实际使用中应先确认协议规定。

## 网络围棋
自从互联网的兴起，网络下棋成为了大众围棋对弈的主要形式。網路圍棋比赛也日渐兴盛起来。网络围棋寻找棋友方便，对弈后资料保留妥当。网络围棋比赛方兴未艾。而且网络围棋可在對弈時，模擬下步結果和推演，加強戰略上的發展。根據對局時間限制與否，網絡圍棋可大體劃分為即時對弈和非即時對弈兩類。目前的主流對弈平臺大多屬于「即時對弈平臺」，但「非即時對弈平臺」在近幾年也逐漸開始流行。

### 即时对弈網站
最早的国际性围棋网上对弈站点应该是IGS（Internet Go Server），後改名為Pandanet，为日本PANDA-GO公司所有。Pandanet现在仍然是日本最大的国际性围棋网站，但活躍人數已被中國及韓國圍棋網站超越，如第一大的中國野狐跟第二大的韓國Tygem。
過去PANDA-GO公司同时出品用于IGS的对弈客户端glGo，该软件可以实现网络对弈，也可以配合开源软件GNU Go实现人机对弈，据称GNU Go的最高水準大约在业余初段上下。IGS同时也支持第三方的客户端，例如Sente开发的Goban（仅运行于Mac OS X平台）。IGS 改名為 Pandanet 後現今有同時支援 Windows、Mac 及 Linux 的客戶端 GoPanda2，也推出支援 Android 跟 iOS 的客戶端。
除Pandanet外，主要的对弈网站还有OGS、KGS、野狐、Tygem、GoQuest（手機平台）、Tom棋圣道场、弈城、新浪、联众、LGS、台灣圍棋網、QQ围棋、台灣棋院文化基金會等等，多数网站都使用自己开发的专属客户端。

## 围棋软件与人工智
與其它棋類遊戲相比，電腦模擬的圍棋人工智能棋力進展相對緩慢。在1997年，就有電腦可以擊敗世界西洋棋棋王卡斯帕洛夫，但圍棋軟件直到2016年才有辦法擊敗頂尖圍棋棋士。這是由於国际象棋目標明確，只要殺死國王即可（係出同源的象棋、將棋狀況也差不多），因此演算法較為簡單；但圍棋目標不一定需要圍殺對方棋子，每一步有數百種以上的走法，黃庭堅有詩：「心似蛛絲游碧落，身如蜩甲化枯枝。」，因此演算法的困難度明顯要高得多。
在宋代的《梦溪笔谈》中探討了圍棋的局數變化數目，作者沈括稱「大約連書萬字四十三個，即是局之大數」，意思是說要寫43個萬字（一個萬即104，共43個104，即為10172）。實際數字約為319×19=3361≈1.74×10172。根据围棋规则，没有气的子不能存活，扣除这些状态后的合法状态（占1.196%）约有2.08×10170种。Robertson与Munro在1978年证得n乘n棋盤上的圍棋判定殘局勝負的問題是PSPACE-hard的，其必胜法之记忆计算量在10600以上，這遠遠超過可觀測宇宙的原子總數1075。
1985年台湾著名实业家应昌期懸賞一百萬美元，寻找能夠打敗職業棋士的電腦程序而不可得。「深藍」設計人許峰雄在2007年10月一期的《IEEE Spectrum》杂志上表示，相信10年内以穷举搜索为基础的超级电脑将能挑战世界冠军级别的棋手。早年（上世纪90年代）中国陈志行开发的手谈曾屡获世界计算机围棋大赛冠军，到了二十一世纪初，較著名的圍棋對弈軟件分別有法國的MoGo、韩国的KCC IGO（银星）、日本的Zen等電腦圍棋程序。其中Zen在連續幾年的電腦圍棋大賽上均獲第一，與台灣職業九段周俊勳對弈，在被讓四子的情況下可贏十目以上，被評定已有業余5段的水準；而最普遍应用且功能較齊全的是开源围棋程序GNU Go。
2016年1月27日，《自然》的封面论文报道了Google DeepMind开发的新围棋軟件AlphaGo，文中寫明，AlphaGo在没有任何让子的情况下以5:0完胜曾獲欧洲冠军的职业围棋二段樊麾。这是有史以来围棋軟件第一次在公平比赛中战胜职业棋手，被視為人工智能的里程碑。AlphaGo的核心是两种深度神经网络——策略网络和价值网络。2016年3月，AlphaGo挑戰韩国職業九段李世乭，以4：1擊敗了對手。2016年12月29日至2017年1月4日间，AlphaGo以“Master”为账号在围棋对弈网站上，以快棋（20秒～30秒）击败了中國和韓國排名第一的柯洁、朴廷桓，以及其他多名顶尖的棋手，创造了60连胜的记录。2017年5月，AlphaGo 在中国乌镇围棋峰会的三局比赛中击败当时世界排名第一的中国棋手柯洁。
AlphaGo之后，其公開的論文，促成了中国的绝艺、星陣，日本的DeepZenGo,美國的KataGo以及台灣的CGI也达到甚至超过了人类顶尖职业高手的水準。

### 符號編碼
在Unicode，黑白子分別記載於幾何圖形列表區塊。
- U+25CB ○ WHITE CIRCLE ，HTML：&#9675;
- U+25CF ● BLACK CIRCLE ，HTML：&#9679;

而记录符號則分別記載於雜項符號區塊。
- U+2686 ⚆ CIRCLE WITH DOT RIGHT ，HTML：&#9862;
- U+2687 ⚇ WHITE CIRCLE WITH TWO DOTS ，HTML：&#9863;
- U+2688 ⚈ BLACK CIRCLE WITH WHITE DOT RIGHT ，HTML：&#9864;
- U+2689 ⚉ BLACK CIRCLE WITH TWO WHITE DOTS ，HTML：&#9865;

## 围棋文化

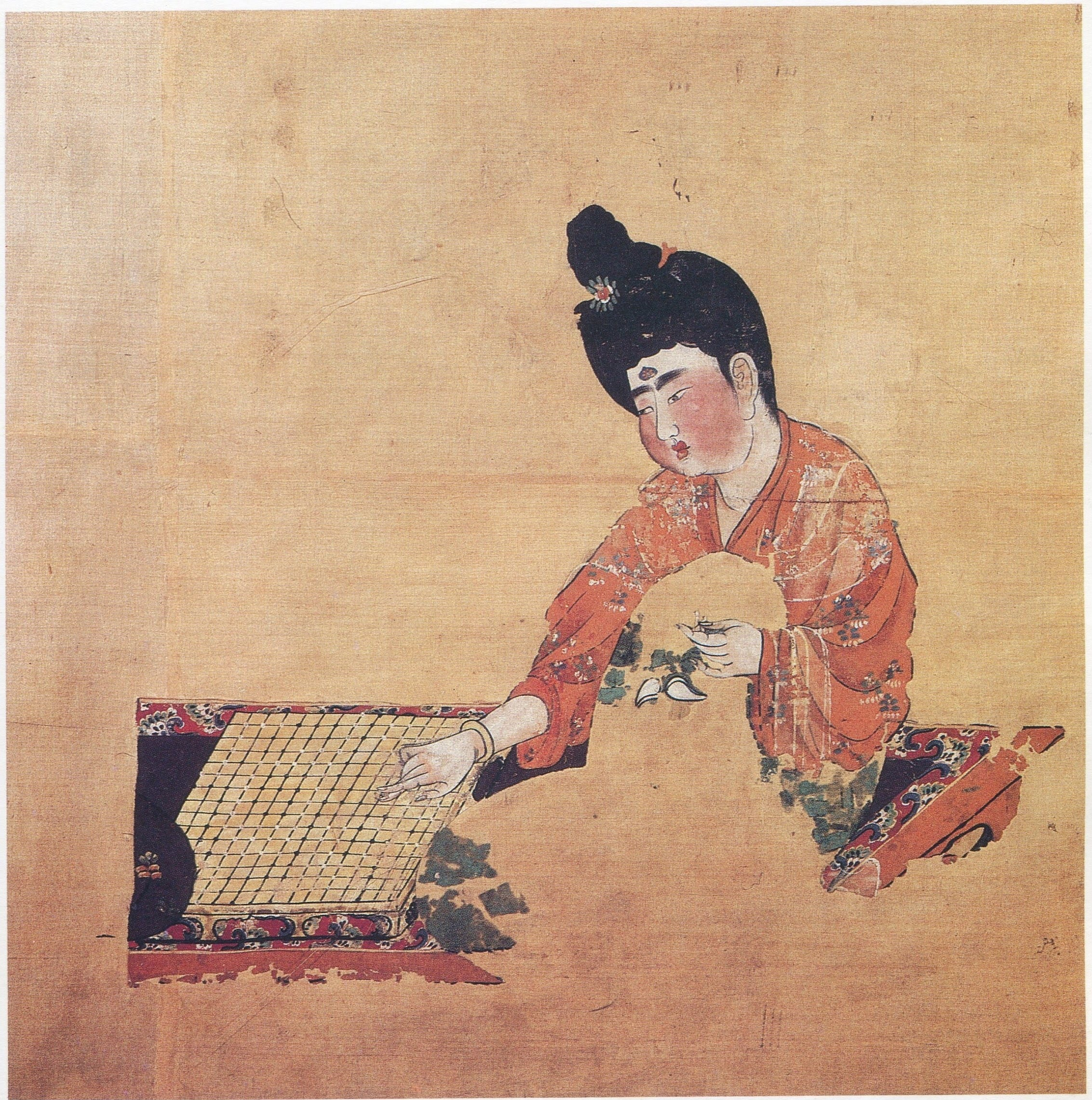
《弈棋仕女图》绢画，1972年出土于吐鲁番阿斯塔那187号张氏夫妇合葬墓，执棋贵妇应為唐代六品官吏之妻

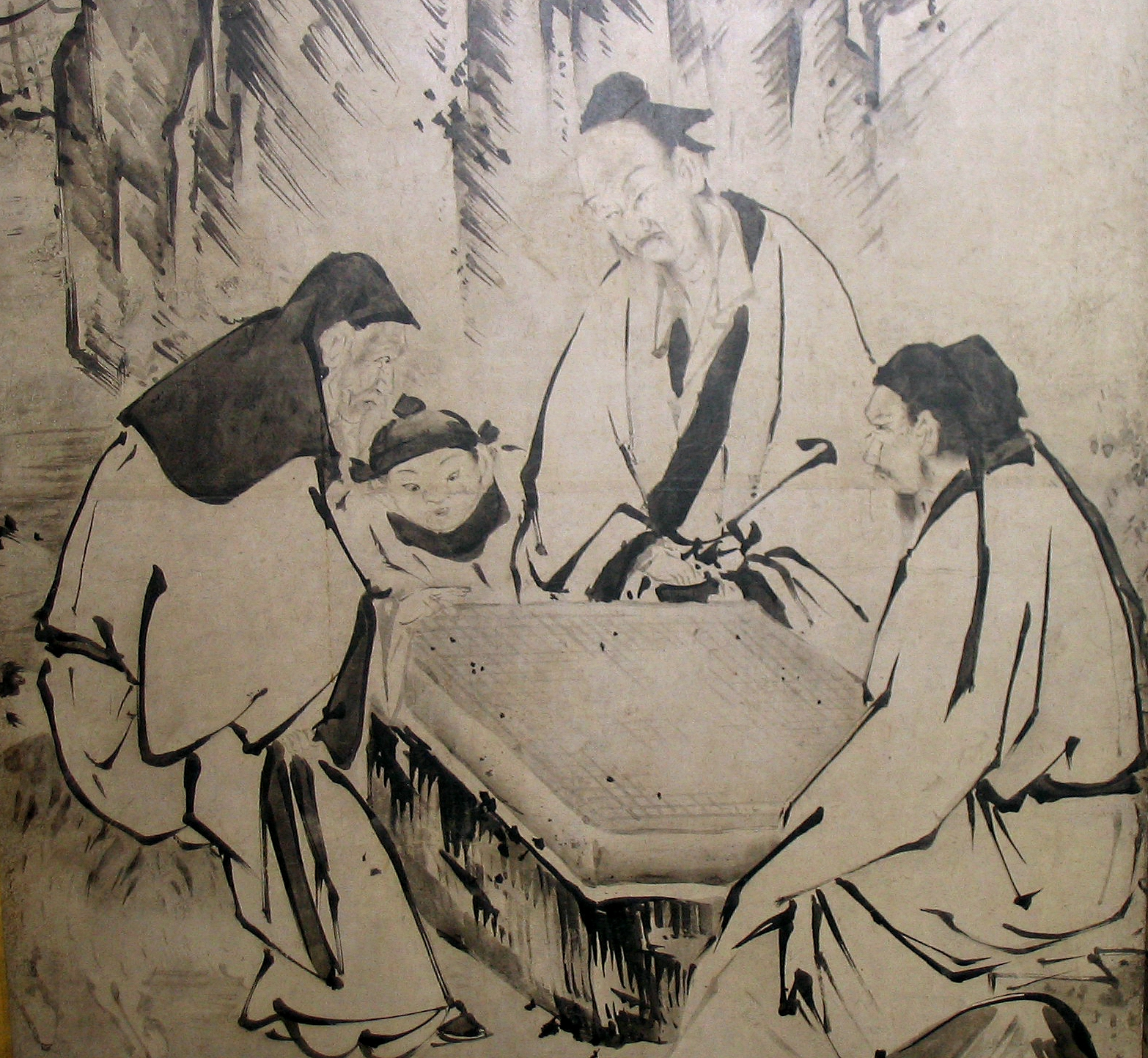
在許多的東亞文化裡，围棋是身為文人雅士應學會最重要的技能之一。本圖是16世紀由日本人狩野永德所畫

### 围棋术语
围棋在长达数千年的流传过程中，逐渐产生众多的术语。其中有一些已经进入大众词汇，例如“收官”等。围棋的每一步，几乎都有相关的术语表达，甚至已经可以完整地用文字描述一场局部战斗。例如：黑右上角占据星位，白小飞挂，黑二间高夹，白一间跳，黑跟着跳，白小飞进角，黑三三挡住……这段话用围棋术语，生动地描写常见的定式进程。

### 寓意
- 棋盘为方，其子为圆，子覆盘上寓意“天圆地方”。
- 子分黑白，寓意阴阳。
- 棋盘共361个点，360暗合一年天数约数，天元一点寓意万物自一而始。
- 9个星位暗合九宫之数，星位将棋盘分为四个象限，寓意一年四季，每个象限约为90个落子点，寓意每季天数。
- 棋盘周边共72点，寓意一年七十二候。

### 圍棋題材作品
目前留存的最早的围棋专著是《弈旨》，为西漢班固所著。梁朝时，梁武帝蕭衍曾著《圍棋賦》《圍棋品》《棋法》。至唐、宋盛世，有王積薪著《围棋十诀》，張擬著《棋經》，劉仲甫著《忘忧集》、《棋势》、《棋诀》、《造微》、《精理》（今仅《棋诀》存）及李逸民編《忘忧清乐集》。元朝嚴師和晏天章曾作《玄玄棋經》。明、清两朝有王世貞著《弈問》，过百龄著《官子谱》、《三子譜》、《四子譜》，徐星友著《兼山堂弈譜》，施襄夏著《弈理指歸》。
- 明代其他圍棋著作還有：《烂柯经》、《决胜图》、《玄通集》、《适情录》、《秋仙遗谱》、《石室先机》、《石室秘传》、《玉局藏机》，其作者不详。
- 清朝较著名的古棋譜有《血淚篇》（黃龍士與徐星友的對局）和《當湖十局》（施襄夏與范西屏的對局）。

## 围棋赛事
现存的主要世界围棋大赛：
| 届 | 杯名         | 全称                           | 主办贊助商                                  | 冠军奖金     |
| -- | ------------ | ------------------------------ | ------------------------------------------- | ------------ |
| 9  | 应氏杯       | 应氏杯世界围棋锦标赛           | 应昌期围棋教育基金会                        | 40万美元     |
| 25 | LG杯         | LG杯世界围棋棋王战             | LG集團、朝鲜日报社                          | 3亿韩元      |
| 25 | 三星杯       | 三星车险杯世界围棋大师赛       | 三星火灾海上保险                            | 3亿韩元      |
| 13 | 春兰杯       | 春兰杯世界围棋锦标赛           | 江苏春兰集团                                | 15万美元     |
| 3  | 百灵杯       | 百灵杯世界围棋公开赛           | 贵州百灵企业集团                            | 180万人民币  |
| 3  | 梦百合杯     | 梦百合杯世界围棋公开赛         | 梦百合                                      | 180万人民币  |
| 1  | 新奥杯       | 新奥杯世界围棋公开赛           | 新奥集团                                    | 220万人民币  |
| 1  | 天府杯       | 天府杯世界圍棋職業錦標賽       | 四川天府新區                                | ~200万人民币 |
| 30 | 亚洲杯       | 亚洲杯电视快棋赛               | CCTV NHK KBS                                | 250万日元    |
| 22 | 农心杯       | 农心辛拉面杯三国围棋擂台赛     | 农心食品                                    | 5亿韩元      |
| 9  | 穹窿山兵圣杯 | 穹窿山兵圣杯世界女子围棋锦标赛 | 苏州市穹窿山旅游区                          | 25万人民币   |
| 8  | 黄龙士双登杯 | 黄龙士双登杯三国女子围棋擂台赛 | 江苏双登集团公司 江苏太平洋精密锻造有限公司 | 45万元人民币 |
| 6  | 华顶茶业杯   | 天台山世界女子围棋团体锦标赛   | 天台华顶茶业公司                            | 30万元人民币 |
| 2  | 男子团体     | 国际智力运动联盟智力运动精英赛 | 国际智力运动联盟                            | 3.5万美元    |
| 2  | 女子团体     | 国际智力运动联盟智力运动精英赛 | 国际智力运动联盟                            | 2万美元      |
| 2  | 男子个人     | 国际智力运动联盟智力运动精英赛 | 国际智力运动联盟                            | 1.5万美元    |
| 2  | 女子个人     | 国际智力运动联盟智力运动精英赛 | 国际智力运动联盟                            | 1.2万美元    |
| 2  | 混合双人     | 国际智力运动联盟智力运动精英赛 | 国际智力运动联盟                            | 2万美元      |

## 圍棋變種
- 巡將圍棋
- 西藏圍棋
- 四人围棋
- 數學卡片棋
- 迷你圍棋
- 吃子棋
- 不圍棋(闕棋)
- 圍點棋
- 環棋
- 系碁

## 參见
- 围棋十诀
- 圍棋譜
- 中國流
- 电脑围棋
- 網路圍棋
- 香港圍棋
- 台灣圍棋
- 圍棋棋手列表
- 圍棋規則比較
- 游戏复杂度
- 圍棋段位制

### 棋院組織
- 中国围棋协会的哔哩哔哩个人空间（中华人民共和国）
- 日本棋院（页面存档备份，存于）
- 韓國棋院（页面存档备份，存于）
- 中華民國圍棋協會（页面存档备份，存于）
- 台灣棋院（页面存档备份，存于）
- 台灣圍棋發展協會（页面存档备份，存于）
- 台灣圍棋教育推廣協會
- 香港圍棋文化學會（页面存档备份，存于）
- 香港圍棋協會（页面存档备份，存于）
- 香港圍棋發展中心
- 中國香港棋院（页面存档备份，存于）

### 打譜軟體及棋譜
- Drago 免费多用途围棋辅助软件（页面存档备份，存于）
- MultiGo 免费多用途围棋辅助软件（页面存档备份，存于）
- Web2Go 奇譜士網站（页面存档备份，存于）
- GoKifu 围棋棋谱（页面存档备份，存于）

### 圍棋百科
- 圍棋百科（页面存档备份，存于）（LGS 傳奇圍棋網 wiki）
- 《IEEE Spectrum》杂志 Cracking GO一文，作者许峰雄（页面存档备份，存于）